# Poliodestra glaucippe
Poliodestra glaucippe är en fjärilsart som beskrevs av Paul Dognin 1907. Poliodestra glaucippe ingår i släktet Poliodestra och familjen nattflyn. Inga underarter finns listade i Catalogue of Life.